# I fars hænder
I fars hænder er en dansk dokumentarfilm fra 2017 instrueret af Sven Vinge.

## Handling
Sven har mistet sin far og får muligheden for at vende tilbage og genopleve sit forhold til ham. Han forsøger desperat at få farens opmærksomhed, som oftest er rettet mod hans eget personlige kunstneriske projekt eller også er han bedøvet af alkohol. Endeligt tager han det opgør med faren, han ikke tog som lille, men afslutningsvis må han erkende, at det ikke havde gjort nogen forskel, og at den egentlig forandring er en accept af tabet.